# Hellmuth von Maltzahn
Hellmuth Wilhelm Hermann Friedrich Egolf Freiherr von Maltzahn (* 4. März 1900 in Neustrelitz; † 26. September 1966 in Düsseldorf) war ein deutscher Goethe-Forscher und Museumsdirektor.

## Leben
Hellmuth von Maltzahn (Nr. 1130 der Geschlechtszählung) entstammte dem sogenannten Haus Rottmannshagen des weit verzweigten uradeligen Geschlechts von Maltzahn. Er wurde geboren als ältester von vier Söhnen des Offiziers Hellmuth Chlodwig Bruno Rudolf Carl Freiherr von Maltzahn (1862–1933; #1121) und dessen Frau Elisabeth, geb. Arndt (1874–1942).
Maltzahn studierte Germanistik an der Universität Leipzig, wo er 1926 promoviert wurde. Er war zunächst Kustos am Goethe-Nationalmuseum in Weimar, seit 1947 Archivar und Kustos des Freien Deutschen Hochstifts und Goethemuseums in Frankfurt. Von der Gründung 1955 bis 1965 war er der erste Direktor des Goethe-Museums (Sammlung Kippenberg) in Düsseldorf.
Seit 1920 war er Mitglied des Corps Vandalia Heidelberg. 1930 trat er dem Johanniterorden bei und gehörte der der Provinzialgenossenschaft Sachsen an.

## Veröffentlichungen (Auswahl)
- Die Übersetzung von Corneilles „Cid“ durch Gottfried Lange (Braunschweig 1699). Dissertation Leipzig 1926.
- Karl Ludwig von Knebel. Goethes Freund. Jena 1929.
- (Hrsg.): Philipp Otto Runges Briefwechsel mit Goethe. Goethe-Gesellschaft, Weimar 1940.